# Obertura Fausto
La Obertura Fausto (en alemán Eine Faust-Ouvertüre) es una obertura de concierto compuesta por Richard Wagner.
En un principio la escribió entre 1839 y 1840, con la intención que fuera el primer movimiento de una Sinfonía Fausto basada en la obra homónima del dramaturgo alemán Johann Wolfgang von Goethe. Al darse cuenta de que no iba a terminar la sinfonía prevista, Wagner revisó la pieza entre 1843 y 1844, para incorporar las ideas de los otros movimientos previstos y crear en su lugar una obertura de concierto de un único movimiento, estrenada bajo la dirección del compositor en Dresde el 22 de julio de 1844. Hizo una última revisión entre 1854 y 1855, estrenada el 23 de enero de 1855.